# Rancate (Triuggio)

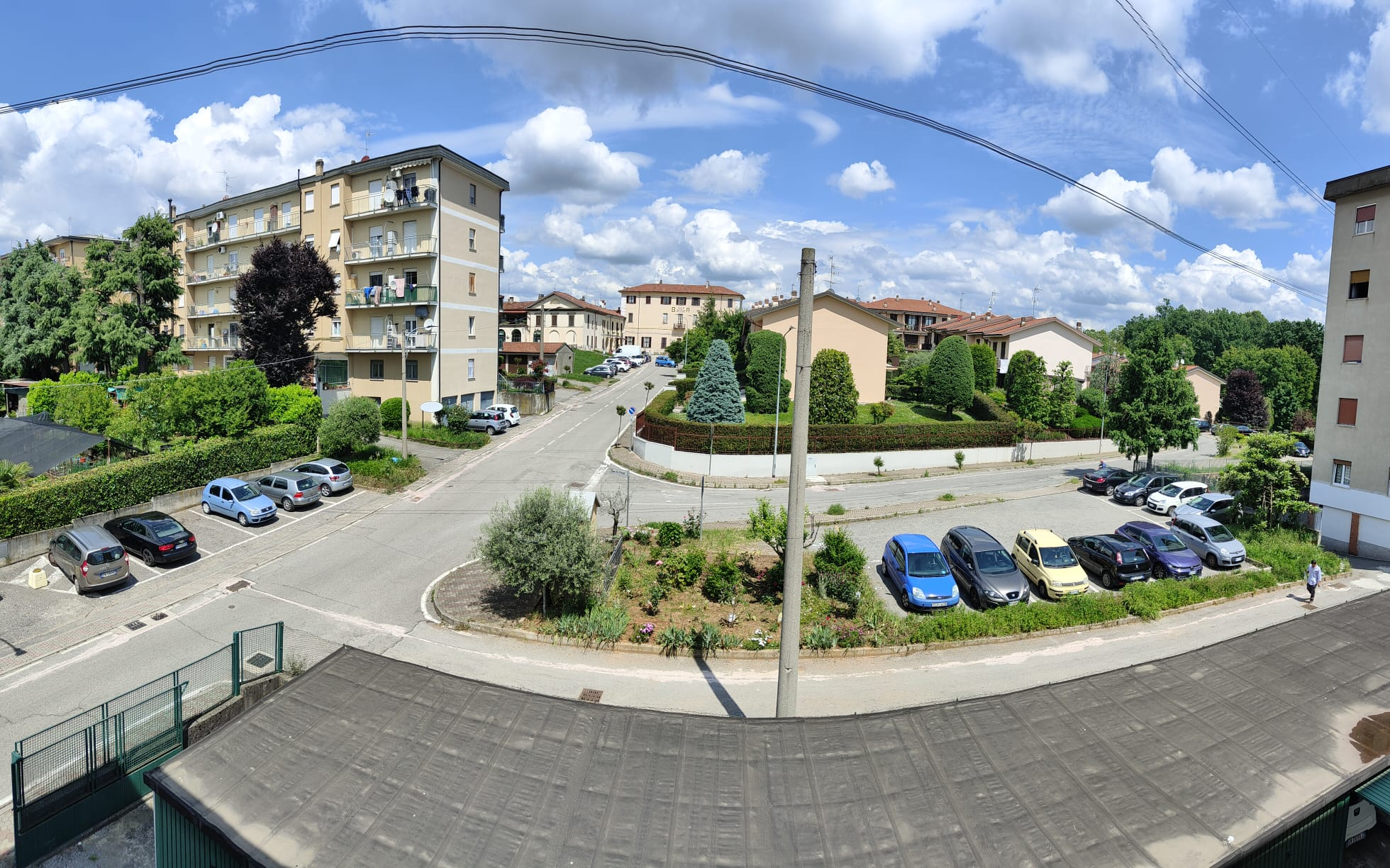
Nord di Rancate

Rancate (Rancáa in dialetto brianzolo) è una frazione del comune italiano di Triuggio posta a nord del centro abitato, lungo la valle del Lambro. Costituì un comune autonomo fino al 1757 quando venne annesso a Triuggio

## Storia
La frazione di Rancate si estende a nord di Triuggio. La toponomastica corrente indica il nome in "at" di rancar o roncar, che significa abbattere, bruciare boschi. Un censimento del 1531 dà notizia dell'attività di alcuni capi famiglia. Rancate fu un antico comune del Milanese registrato agli atti del 1751 come un villaggio con istituzioni proprie. Nonostante la località fosse sede di una propria parrocchia, l'editto di riforma dell'amministrazione milanese emanato nel 1757 dall'imperatrice Maria Teresa l'annesse a Triuggio, in uno dei pochi casi di soppressione di comuni ecclesiasticamente autonomi nell'operato della sovrana austriaca.

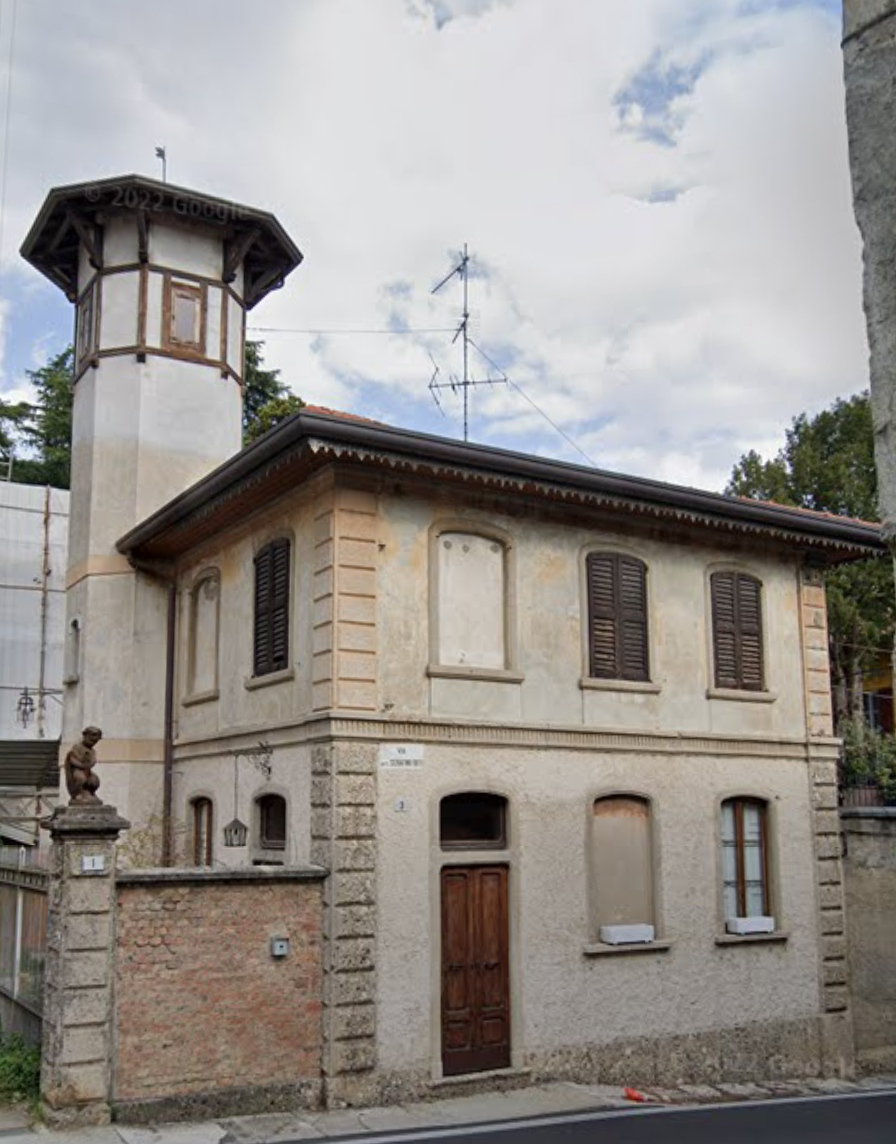
villa Susani o Monterosso ove vi fu ospitato anche Pasteur

## Chiesa di Santa Maria Assunta
L'attuale chiesa parrocchiale fu costruita nel 1606 ad opera del Cardinale Federico Borromeo sulle rovine di una precedente chiesa risalente al Cinquecento, e dedicata a Maria Assunta.
Al suo interno, si ha come pala d'altare una Madonna, al quale si attribuisce un evento miracoloso, trasportata da una precedente cappella, eretta nel 1507 sulla sponda del Lambro, in ricordo di un'apparizione della Madonna a due bambini in pericolo. 
La parrocchiale fu considerata in seguito santuario per devozione alla Madre di Dio.
L'interno a croce latina, a tre navate, racchiude un complesso di opere pittoriche, con episodi biblici affrescati da Andrea Appiani (1785), eseguiti qualche anno prima di quelli che si possono ammirare all'interno della Villa Reale di Monza, tele di Bartolomeo Roverio detto il Genovesino, e di Giulio (o Camillo) Campi, pittori cremonesi, un affresco dedicato a San Nicola del q.t.m., e stucchi del ticinese Giocondo Albertolli (1742 -1830), professore presso l'Istituto d'arte a Brera.

## Collegamenti esterni

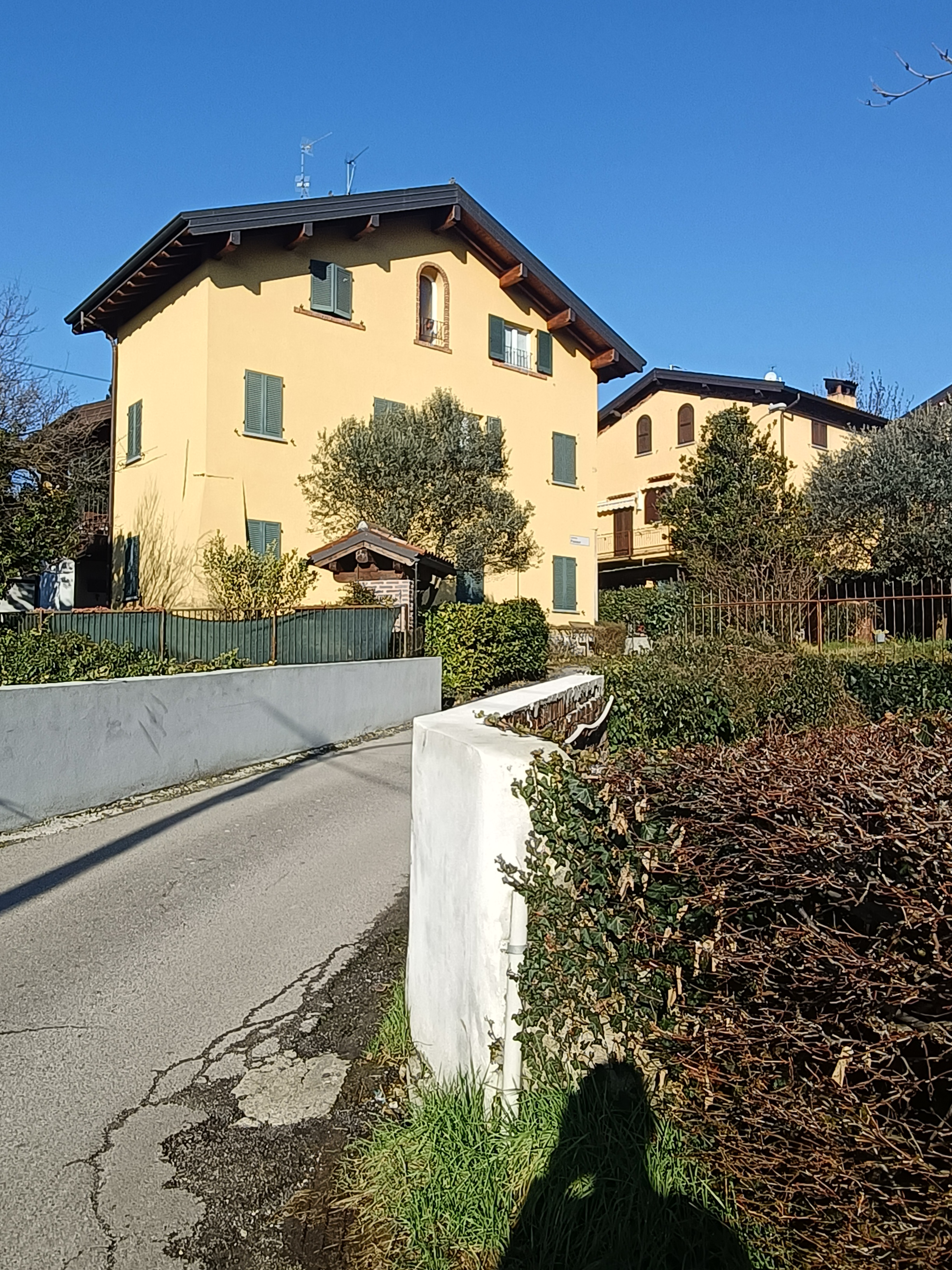
Cascina Pasteur

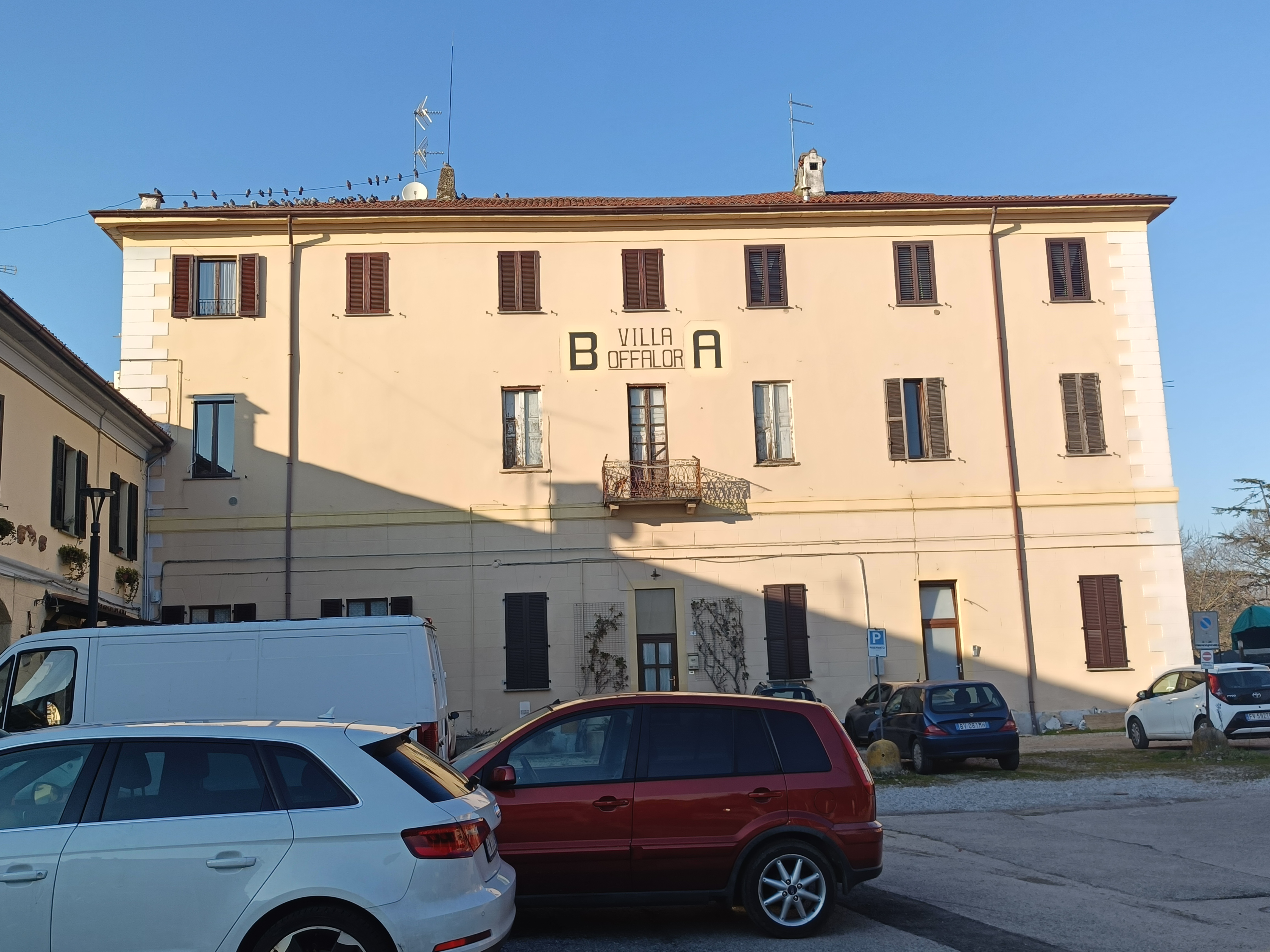
Cascina Boffalora